# Андерсон Даронко
Андерсон Даронко (5 січня 1981, Санта-Марія, Ріу-Гранді-ду-Сул) — бразильський футбольний. Він працював арбітром у Чемпіонаті Гаучо, Копа до Північного футболу, Чемпіонато Бразилейро та Копа ду Бразил. Арбітр ФІФА та КОНМЕБОЛ з 2017 року.

## Раннє життя
Андерсон Даронко грав у гандбол з десяти до двадцяти одного року. У 1998 році вступив на факультет фізичного виховання.
Він пройшов суддівські курси при Federação Gaúcha de Futebol, а згодом був змушений залишити кар'єру вчителя фізкультури, щоб присвятити більше часу суддівству.
30 жовтня 2014 року він став арбітром ФІФА, ставши третім членом «Гаучо», який увійшов у групу арбітрів ФІФА, поряд із Леандро Педро Вуаденом. Він заявив, що мріє одного разу стати арбітром на чемпіонаті світу з футболу. Він був обраний для суддівства на чемпіонаті світу з футболу 2018 року.

## Кар'єра
Під час Чемпіонату Гаучо 2018 року фотографія та неправдива новина за участю Даронко стали вірусними. Щоб перевірити докази, газета GaúchaZH, дочірня компанія Zero Hora, запросила професора Роберта Тьєцмана, координатора дослідницької групи ViDiCa Cultural Cultura Audiovisual Digital в PUCRS, для вивчення зображень. Він довів неправдивість інформації за допомогою відео, що демонструє п'ять «гротескних» помилок між оригіналом і підробленою фотографією.
У січні 2019 року Даронко повідомив, що директор «Веранополіса» Адемір Бертольо виголосив кілька проклять на адресу нього та його суддівської бригади під час гри. Пізніше вболівальник у футболці «Веранополіса» також увірвався до роздягалень, лаявся та погрожував суддям смертю.
Суд спортивного правосуддя Ріу-Гранді-ду-Сул (TJD-RS) вивчив справу і якимось чином засудив VEC через погрози на адресу арбітрів. У статті, написаній для GauchaZH, журналіст Діорі Васконселос заявив, що немає жодних причин для виправдання погроз на адресу арбітрів і що Федерація футболу Гаучо повинна вжити рішучих заходів. «Ситуація перейшла всі межі, і не тільки через те, що сталося у Веранополісі. Ми багато переживаємо в Гаучо, де президент „Пелотас“ отримав удар в обличчя від „вболівальника“. Що ще має статися, щоб були вжиті заходи?»
У липні 2019 року інцидент і його життя стали однією з тем серії пародій Марсело Аднета «Soy loco por Copa América», показаних на Rede Globo, де йшлося про те, що Даронко не сприймає критики, а його зріст і спортивна зовнішність зробили його відомим як «сильного суддю». У серпні 2019 року Даронко зупинив гру між Васко да Гамою та Сан-Паулу через гомофобні вигуки, які виголошували вболівальники «Васко». Позиція судді була високо оцінена Бразильською конфедерацією футболу. Це був перший випадок, коли футбольний матч був перерваний у Бразилії через гомофобні вигуки.
Пізніше Даронко пояснив, що причиною припинення гри «не є щось у моїй голові. У нас є орієнтація в цьому напрямку. (…) ми не просто дотримуємося гомофобної кричалки, є ціла проблема, пов'язана з расизмом або фактами, які можуть підбурювати до насильства, такими як банери на полі та ксенофобні кричалки».
30 серпня 2020 року після матчу за участю «Греміо» проти «Касіаса» коментарі про зріст і зовнішність Даронко стали вірусними в соціальних мережах, отримавши висвітлення в іспаномовній пресі.
27 березня 2022 року, після міжнародного футбольного матчу між Перу та Уругваєм, перуанська газета El Comercio та інші міжнародні ЗМІ розкритикували Даронко за ситуацію із суддівством, яка нібито мала місце на користь уругвайської сторони. За словами спортивного журналіста Марко Кілка Леона, Даронко відмовився використовувати технологію лінії воріт після дуже суперечливої гри на 92-й хвилині, коли здавалося, що воротар Уругваю Серхіо Роше зупинив м'яч у своїх воротах. Федерація футболу Перу подала офіційну скаргу до ФІФА на Даронко після матчу.
26 листопада 2024 року на «Арена Кастелан» перед початком матчу 36-го туру чемпіонату Бразилії Серії А 2024 року між «Форталезою» та «Фламенго» чоловік у секторі вболівальників «Форталези» вигукнув на трибунах: «Злодій!»: «Ти не пограбуєш (нас) сьогодні, (ти) злодію», на що Даронко відповів португальською мовою еквівалентом «йди в дупу».

## Особисте життя
Одружений з Лучіаною Даронко. Має двох дітей, Софію та Гектора Даронко. Він тримає своє сімейне життя подалі від громадськості через ризик, пов'язаний із роботою рефері.
Даронко народився і живе в Марії, штат Ріо-Гранді-ду-Сул, де у 2013 році під час пожежі в нічному клубі Kiss загинули його студенти, коли він був інструктором і викладачем фізкультури. У 2015 році під час чемпіонату Бразилії  Даронко відсудив 27 матчів, встановивши рекорд за кількістю матчів, відсуджених в Бразилії за цей період. За це він отримав найбільшу суму — 100 000 реалів. У 2017 році він знову відсудив 21 матч, найбільше з Ріу-Гранді-ду-Сул, що склало 84 000 реалів. Даранко заявив, що пристрасть до спорту зробила його мускулистим, хоча це не було його наміром.
У 2017 році він важив 90 кг, після того, як скинув близько 3 або 4 кг, завдяки порадам лікарів та інструкторів з фізичної підготовки, які застерігали та радили йому скинути зайву вагу, щоб уникнути проблем у кар'єрі в короткостроковій та довгостроковій перспективі. З його вагою він здатний пробігти 40 метрів менш ніж за шість секунд і тренується практично щодня через свою роботу.